# Stevie Jackson
Stevie Jackson, (Glasgow, 1969. január 16. –) skót gitáros, szájharmonikás, dalszerző. A Belle & Sebastian együttes tagja.

## Pályafutása
Jacksonra eleinte a Madness, az ABBA, az OMD, a Depeche Mode és az ABC volt hatással. 
Jackson slső albuma pedig a „The Police Reggatta de Blanc” (1979) volt. Mielőtt csatlakozott volna a Belle & Sebastianhoz, tagja volt még a Moondialsnak − annak az együttesnek, amely kislemezt adott ki az Electric Honey-nál, és ez a kiadó később kiadta Belle & Sebastian első albumát, a Tigermilket. A Moondials kellemes hely volt Jackson számára. A Belle & Sebastian frontemberének, Stuart Murdochnak nagyon sok munkája volt abban, hogy meggyőzze Stevie Jacksont, csatlakozzon zenekarához. 
Murdoch a The Halt Bar-ban látta, hallotta először Jacksont játszani.
Kezdetben a Belle & Sebastiannak főként Murdoch volt a dalszerzője. Az együttes harmadik albuma a „The Boy With The Arab Strap” óta más tagok mellett már Jackson is zenélt. Az együttes összes későbbi lemezén Jackson szerzeményei szerepeltek, és ő volt a szerzője az együttes 2001-es „Jonathan David” kislemeznek, valamint a „To Be Myself Completely” című számnak. a 2006-os „The Life Pursuit”-lemez teljes anyagát is Stevie Jackson szerezte.
2012-ben Jackson a glasgow-i „The Wellgreen” zenekar tagjaival felvette George McCrae „Rock Your Baby” című számának egy változatát a „Super Hits Of The Seventies” című CD-hez a WFMU független amerikai rádióállomás számára.
Jacksonnak számos közös munkája volt Roy Mollerrel is.

## Albumok
- Seymour Stein
- Chickfactor
- Legal Man
- The Wrong Girl
- Jonathan David
- Wandering Alone
- Step Into My Office, Baby
- Roy Walker
- I Believe in Travellin' Light
- Song for Sunshine
- To Be Myself Completely
- I Took a Long Hard Look
- Mr Richard
- Long Black Scarf
- I'm Not Living in the Real World
- Last Trip
- Perfect Couples
- Sweet Dew Lee
- Cornflakes
- Deathbed of My Dreams
- So in the Moment

## Fordítás
Ez a szócikk részben vagy egészben  a   Stevie Jackson című angol Wikipédia-szócikk ezen változatának fordításán alapul.  Az eredeti cikk szerkesztőit annak laptörténete sorolja fel. Ez a jelzés csupán a megfogalmazás eredetét és a szerzői jogokat jelzi, nem szolgál a cikkben szereplő információk forrásmegjelöléseként.